# Rêve Général(e)
Albums de Agnès Bihl
Demandez le programme
(2007) 36 heures de la vie d'une femme (parce que 24, c'est pas assez)
(2013)
Rêve Général(e) est le quatrième album d'Agnès Bihl, sorti en 2010.

## Liste des titres
| No  | Titre                                           | Durée |
| --- | ----------------------------------------------- | ----- |
| 1.  | C'est encore loin l'amour ?                     | 03:30 |
| 2.  | De bouche à oreilles                            | 03:06 |
| 3.  | Je t'aime que moi (avec Grand Corps Malade)     | 04:12 |
| 4.  | Je pleure, tu pleures, il pleut                 | 04:57 |
| 5.  | Quand on voit c'qu'on voit                      | 02:54 |
| 6.  | SDF Tango (avec Didier Lockwood)                | 02:29 |
| 7.  | Gueule de bois                                  | 02:36 |
| 8.  | Véro                                            | 03:52 |
| 9.  | Elle et lui                                     | 02:14 |
| 10. | Habitez-vous chez vos amants ? (avec Alexis HK) | 02:52 |
| 11. | Mamie les cheveux mauves                        | 03:59 |
| 12. | No flouze blues                                 | 03:20 |
| 13. | Soif de champagne                               | 03:48 |